# 자빈현
자빈현(베트남어: Huyện Gia Bình / 縣嘉平)은 베트남 홍강 삼각주 박닌성의 현이다.

## 행정구역
자빈현은 1개의 시진(市鎭)과 13개의 싸(社)를 관할한다.

### 시진
- 자빈 시진 (Thị trấn Gia Bình, 嘉平市鎭)

### 사
- 빈즈엉 사 (Xã Bình Dương, 平陽社)
- 까오득 사 (Xã Cao Đức, 高德社)
- 다이바이 사 (Xã Đại Bái, 大拜社)
- 다이라이 사 (Xã Đại Lai, 大來社)
- 동뜨우 사 (Xã Đông Cứu, 東究社)
- 장선 사 (Xã Giang Sơn, 江山社)
- 랑응엄 사 (Xã Lãng Ngâm, 朗吟社)
- 년탕 사 (Xã Nhân Thắng, 仁勝社)
- 꾸인푸 사 (Xã Quỳnh Phú, 琼富社)
- 송장 사 (Xã Song Giang, 雙江社)
- 타이바오 사 (Xã Thái Bảo, 太保社)
- 반닌 사 (Xã Vạn Ninh, 萬寧社)
- 쑤언라이 사 (Xã Xuân Lai, 春來社)